# Johan Willem Ripperda

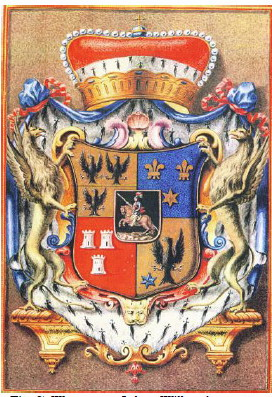
Stemma di famiglia

Johan Willem Ripperda (in spagnolo Juan Guillermo de Ripperdá, Barone e Duca di Ripperdá; Oldehove, 7 marzo 1684 – Tétouan, 5 novembre 1737) è stato un politico, diplomatico e avventuriero fiammingo naturalizzato spagnolo, segretario di Stato spagnolo nel biennio 1725-26.

## Biografia

### Origini
Secondo una diceria messa in giro da lui stesso durante il periodo in cui visse in Spagna, la sua famiglia era di origine spagnola; l'asserzione tuttavia non sembra avere fondamento. Suo padre, il barone Ludolph Luirdt Ripperda tot Winsum, era un comandante militare olandese: i Ripperda, infatti, erano una delle più antiche e influenti famiglie nobili di Groninga, originarie della Frisia orientale. La sua famiglia era di religione cattolica; battezzato cattolico e allievo dei gesuiti a Colonia, si convertì al calvinismo olandese al fine di essere eletto delegato agli Stati generali di Groninga.

### Ambasciatore dei Paesi Bassi a Madrid
Nel 1715 venne a Madrid in qualità di ambasciatore dal governo dei Paesi Bassi. Il duca di Saint Simon, nelle sue famose Memorie, dice che già allora la probità del Ripperda era messa spesso in dubbio. Tuttavia, la fortuna che ebbero in Spagna sotto Filippo V alcuni stranieri come l'economista francese Jean Orry e il cardinale italiano Giulio Alberoni, dimostra che nella corte spagnola non era difficile che uomini dotati di iniziativa o addirittura avventurieri potessero far carriera. Ripperda, il cui nome è comunemente scritto Riperdá dagli spagnoli, intese raggiungere le vette del governo spagnolo e pertanto passò nuovamente al cattolicesimo. Dapprima si mise al seguito dell'Alberoni; tuttavia, dopo la caduta del cardinale, Ripperda divenne sostenitore della regina Elisabetta Farnese, la seconda moglie Filippo V. Privo di scrupoli in materia di denaro, con singolari doti di comunicativa e simpatia, Rapperda ebbe tuttavia il merito di aver sottolineato che la povertà di Spagna del XVIII secolo era dovuta principalmente all'arretratezza della sua agricoltura. Salì nella considerazione dei reali quando si mise a disposizione di Elisabetta Farnese, la cui influenza sul marito era illimitata, nell'impresa di assicurare ai figli della regina la successione al ducato di Parma e Piacenza e al Granducato di Toscana.

### Ambasciatore spagnolo a Vienna
Filippo V inviò Ripperda a Vienna con l'incarico di negoziare un trattato di pace con l'imperatore Carlo VI e avviare trattative per un eventuale matrimonio fra l'arciduchessa Maria Teresa d'Austria e l'infante Carlo, il figlio di Filippo V ed Elisabetta Farnese, futuro re delle Due Sicilie e di Spagna. L'esito della sua missione fu sostanzialmente positivo, per cui il 30 aprile 1725 a Vienna Filippo V e Carlo VI firmarono un trattato di pace con cui Spagna e Austria ricomposero le loro liti e si confermarono il reciproco appoggio, la Spagna riconosceva la Prammatica Sanzione e la Compagnia di Ostenda e in cambio, in un accordo segreto supplementare al trattato di pace, Carlo VI prometteva alla Spagna l'appoggio per la riconquista di Gibilterra e Minorca, occupate dalla Gran Bretagna. Al suo ritorno a Madrid, Filippo V ricompensò i servigi di Ripperda con il titolo di duca e di grande di Spagna, e con l'accumulo di importanti cariche di governo (fu ministro degli affari esteri, della guerra, delle finanze e infine segretario di Stato).

### Fine dell'avventura spagnola
La sua carriera in Spagna fu di breve durata. Il trattato di Vienna fra Austria e Spagna minacciava l'equilibrio dei poteri in Europa e suscitò forti reazioni contrarie. L'Inghilterra, allarmata, il 3 settembre 1725 ne concluse a sua volta un altro col principato di Braunschweig-Lüneburg, la Francia e la Prussia (Trattato di Herrenhausen-Hannover o 
Trattato delle case regnanti) a cui dovevano aderire più tardi anche Paesi Bassi, Svezia e Danimarca, che paventavano i danni della cooperazione austro-spagnola. I due blocchi sembravano minacciare la guerra quando imperatore Carlo VI rinnegò tacitamente l'accordo con la Spagna. Era il fallimento della politica di Ripperda. I suoi nemici, in particolare Grimaldo e Patiño lo accusarono di leggerezza, di mendacio, di appropriazione indebita, per cui nel maggio 1726 Ripperda fu costretto a dimettersi da tutti gli incarichi e, terrorizzato dalla piega degli avvenimenti, si rifugiò presso l'ambasciata britannica. L'accusa, da parte spagnola di tradimento, spinse gli inglesi a consegnare alle autorità spagnole il Ripperda, che venne imprigionato nell{\displaystyle '}Alcázar di Segovia con l'accusa di alto tradimento.

### Gli ultimi anni
Il 30 agosto 1728 Rapperda riuscì a fuggire dall'Alcázar di Segovia, in modo ancora sconosciuto, ma probabilmente con la connivenza del governo spagnolo, rifugiandosi dapprima in Portogallo e poi in Inghilterra dove fu dapprima ben accolto dal re. Gli ultimi anni della sua vita sono oscuri. Un libro di Memorie in inglese attribuite al Ripperda, ma verosimilmente apocrifo, ne ha tramandato particolari mirabolanti. Ripperda si sarebbe recato nei Paesi Bassi dove per la seconda volta avrebbe abiurato al cattolicesimo e aderito al calvinismo. Avrebbe poi deciso di partire per il Marocco, con l'aiuto di un ammiraglio marocchino di nome Perez; in Marocco avrebbe abbracciato la fede musulmana; poi avrebbe riconquistato Fez per il sultano Muly Addallah; sarebbe stato infine sconfitto dagli spagnoli mentre tentava la conquista di Ceuta alla testa di un'impresa di indigeni; si sarebbe allora rifugiato a Tétouan dove sarebbe morto.